# Tryggvi Þórhallsson
Tryggvi Þórhallsson (9 febbraio 1889 – 31 luglio 1935) è stato un politico islandese.
È stato primo ministro dell'Islanda dall'agosto 1927 al giugno 1932.
Era rappresentante del Partito Progressista.